# 古病理学
古病理学（Paleopathology）是利用古代人類骨骼材料研究古時候人類疾病的學科，将现代病理学研究的理论和方法应用于古代生物遗存生前所患疾病的研究，并且在现代病理学研究的基础上形成较为独特的研究内容，在关注疾病演化历史过程的同时还重视疾病的发生、发展与人类社会发展的相关性研究。
如果有經木乃伊化或由於沼澤的保護而遺留下軟組織，亦加以利用。可診斷出關節炎、結核、痲瘋、梅毒、腫瘤、牙病、骨折及先天畸形，以及飲食缺乏性疾病，例如佝僂病和莓疹等。發病的相對頻率和預期壽命統計可用以研究古代人口。

## 研究意义
在古病理学的研究中，对从考古发掘中出土的人骨材料进行病理的确认和分析是非常重要的，因为它们不仅是探索某些现代疾病起源和发展的重要材料，而且也为探索古代居民的生活方式、生存环境和健康状况提供了重要线索。骨骼创伤则可能反映古代政治、社会生活和习俗方面的内容。因此，深入研究古代人骨，确认其中的病理材料，更可能多地为考古学工作者提供有关古代人类及其社会诸多方面的信息是非常重要的。

## 研究对象
古病理学的研究是具有很大的难度的。由于大部分古代生物遗存只保留了骨骼部分（包括化石），仅有少量存留了软组织（例如古代人类的木乃伊、冻尸、湿蜡和泥炭鞣尸等），又由于各个地区人类骨骼的保存情况不同，所以有些病理信息无法提取。此外，粪化石、古代艺术品以及有关疾病的历史文献都可作为古病理学研究的资料。

## 研究内容
对某种疾病的发展历史进行研究，将有助于现代人类对这种疾病进行预防和治疗。对于某种疾病在古代的发展情况进行研究是古病理学的一项主要任务。在进行古人类病理研究的时候，通常分为两个方面记录：一方面属于骨骼病变，一方面属于骨骼损伤。一般来所，头骨人工变形和功能压力分析也属于古病理学的研究范畴。
对于古代人群的健康状况可以进行个体研究，但更重要的是通过这种个体研究来发现某个群体的疾病规律和总体健康状况。人类学家已经注重使用人群基础资料来估量有关不同文化和环境因素引起的健康状况，（这些因素包括农业发展、人群群居带来的压力以及社会分层的产生等等。）重视诸如遗传性疾病与人群组织、婚姻方式以及社会形态之间的关系研究。
目前，古病理学研究中最具挑战性的是古代人群生活方式与健康和环境的关系。例如食物种类对健康的影响，肉食人群和素食人群的疾病种类的差别，采集和狩猎经济对资源的过渡破坏，容易造成季节性食物缺乏，从而出现人口控制方式和迁徙等所带来的健康问题。又如作为聚落考古的重要研究内容，古病理学非常重视传染性疾病的发生和传播与人口密度、人群规模以及隔离程度之间的关系研究。
布罗克曼（Brockman）和费尔班（Fairbank）对以往的古病理学研究进行了总结并提出了修正后的分类。他们将古病理学研究中所遇见的疾病划分为11类，具体分类是：
- 一般性骨骼感染
- 骨肿瘤
- 关节疾病
- 颌骨疾病
- 牙齿疾病
- 骨骼畸形
- 内分泌紊乱造成的骨骼改变
- 饮食结构影响造成的骨骼改变
- 血液疾病造成的骨骼改变
- 先天发育障碍
- 原因不明的骨性融合

布罗斯维尔（Brothwell）沿用了布罗克曼和费尔班的分类方法，但是他将与家族遗传有关的骨骼变异、牙齿发育异常和因为某种习俗而造成的骨骼和牙齿损伤视为非病理学现象（Brothwell 1981）。巴恩斯（Barnes）专门进行了成年人中轴骨（包括头骨、椎骨、肋骨和骶骨）的古病理学研究（Barnes 1994）。弗勒（Fuller）和丹尼（Denehy）还专门对人类牙齿的形态异常等病理现象进行了解剖学和形态学研究（Fuller，Denehy 1999）。
中国的古病理学研究主要集中在生物人类学和考古学领域。对河北阳原姜家梁新石器时代遗址的墓地人骨进行的古病理学研究表明，与中国北方不同时期遗址或墓葬出土的人骨病理比较，某些病理现象（如先天性胫腓骨联合、髌骨软化症和肱骨大结节结核）在国内古病理学研究中尚属首次发现。
姜家梁新石器时代遗址的墓地人骨上所见的病例现象包括：骨骼病变包括骨瘤、单发性内生软骨瘤、先天性胫腓骨联合、成年股骨头缺血坏死、髌骨软化症、肱骨大结节结核、腰骶融合、强直性脊柱炎和退行性关节病；骨骼创伤包括肋骨骨折、锁骨骨折、桡骨骨折和腓骨骨折；口腔疾病包括齿畸形（珍珠釉、牙齿先天缺失、前臼齿臼齿化）、齿列不齐、阻生、龋齿、牙周炎、根尖脓肿、老年性齿槽萎缩。可以看出，很多在现代仍然具有高频发病率的疾病在数千年前就已经存在了。

## 外部連結
- Animal Palaeopathology Working Group (ICAZ)

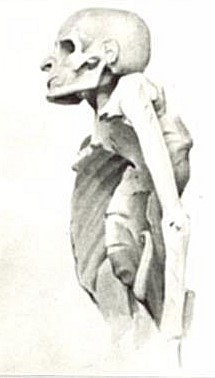
從脊柱診斷患有結核病的木乃伊

- Paleopathology Association （页面存档备份，存于）
- Samples of paleopathology publications（页面存档备份，存于）
- A French site devoted to pathography, i.e. paleopathology of famous historical figures （页面存档备份，存于）
- Paleopatologia.it （页面存档备份，存于） - Official website of the University of Pisa, Italy. Directed by Gino Fornaciari
- The International Journal of Dental Anthropology - IJDA
- The Journal of Paleopathology （页面存档备份，存于）